# Аранчині
Аранчині (італ. Arancini — «маленькі апельсини») — страва сицилійської кухні. Є обсмаженими або в деяких випадках запеченими кульками з рису діаметром 8–10 см, зазвичай начинені м'ясом, іноді разом з моцарелою, томатним соусом і зеленим горошком. Перед готуванням, як правило, обвалюються в панірувальних сухарях. Можуть мати як круглу, так і конусоподібну форму.
Свою назву страва отримала завдяки насиченому жовто-помаранчевого кольору після обсмажування в маслі, який придає аранчині схожість з маленькими апельсинами.